# Carlo Sacchi (Politiker)
Carlo Sacchi (* 1752 in Bellinzona; † 3. Mai 1826 ebenda) war ein Schweizer Anwalt, Politiker, Tessiner Grossrat und Staatsrat.

## Biografie
Carlo Sacchi war Sohn von Giacomo Antonio, Notar und Grundbesitzer, und Lucia Molo. Er heiratete vor 1796 Pace Invernizzi aus Mailand. Im Jahr 1799 war er Stellvertreter des Landvogts von Bellinzona, präsidierte der provisorischen Regierung und der Verwaltungskammer des Kantons Bellinzona.
Er war 1803 Präsident der Kommission für die Umsetzung des Atto di Mediazione im Kanton Tessin, dann war er Mitglied des Tessiner Grossrats von 1803 bis 1826 und des Staatsrats von 1815 bis 1826. Er gehörte zu einer der reichsten Familien in Bellinzona und versuchte, sich den verschiedenen politischen Veränderungen in der turbulenten Zeit zwischen der Helvetischen Revolution und der Restauration anzupassen.